# Southchase, Florida
Southchase är en ort (CDP) i Orange County, strax söder om Orlando, i delstaten Florida, USA. Enligt United States Census Bureau har orten en folkmängd på 15 921 invånare (2010) och en landarea på 17,7 km².